# Teresia Lönnström

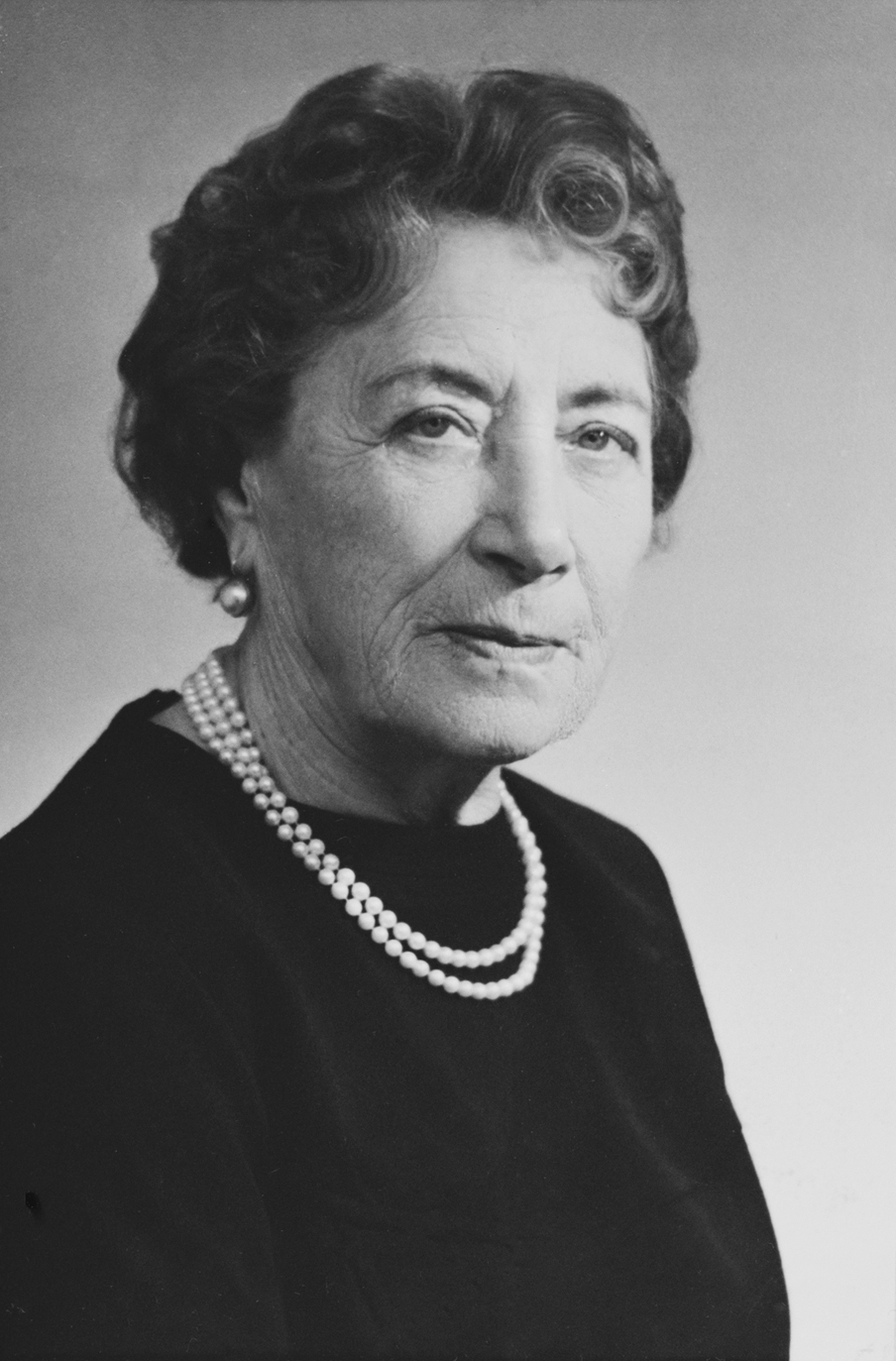
Teresia Lönnström år 1975.

Valborg Teresia Lönnström, född 13 december 1895 i Hangö, död 4 november 1986 i Helsingfors, var en finländsk företagsledare.
Hennes man Rafael Lönnström grundade under mellankrigstiden vapenindustrier i Helsingfors och Raumo. När denne och hans två kompanjoner gick bort på 1940-talet flyttades ansvaret för bolagen över på Lönnström. Vid en fusion 1971 bildades Lönnström Oy, som dock två år senare såldes till Huhtamäki Oy. I samband med försäljningen donerade Lönnström ett betydande belopp till Finska kulturfonden. Hon grundade även testamentariskt Teresia och Rafael Lönnströms stiftelse, som upprätthåller ett museum och ett konstmuseum i Raumo.